# جایزه والتر اسکات
جایزه والتر اسکات برای داستان‌های تاریخی (به انگلیسی: Walter Scott Prize) یک جایزه ادبی بریتانیایی است که در سال ۲۰۰۹ تأسیس شده و با ۲۵ هزار پوند، این یکی از بزرگترین جوایز ادبی در انگلستان است. این جایزه توسط دوک و دوشس باکلو ساخته شده‌است.
کتابهای واجد شرایط باید نخستین بار در انگلستان، ایرلند یا کشورهای مشترک‌المنافع در سال گذشته منتشر شده باشند.

## فهرست برندگان
لیست برندگان جایزهٔ والتر اسکات:
- ۲۰۱۰ هیلاری منتل برای تالار گرگ[۶]
- ۲۰۱۱ آندرا لوی برای شعر بلند
- ۲۰۱۲ سباستین باری برای در کنار کنعان
- ۲۰۱۳ تن توان انچ برای باغ مهمانی‌های عصرانه
- ۲۰۱۴ رابرت هریس برای افسر و جاسوس[۷]
- ۲۰۱۵ جان اسپرلینگ برای ده هزار چیز[۸]
- ۲۰۱۶ سیمون ماور برای تنگه
- ۲۰۱۷ سباستین باری برای روزهایی بدون پایان
- ۲۰۱۸ بنیامین مایرز برای چوبه دار[۹]
- ۲۰۱۹ رابین رابرتسون برای برداشت طولانی[۱۰]